# 路易絲·夏洛特 (薩克森-阿爾滕堡)
路易絲·夏洛特（德語：Luise Charlotte，1873年8月11日—1953年4月14日），末代薩克森-阿爾滕堡公爵恩斯特二世的妹妹，母親是薩克森-邁寧根的奧古斯塔。

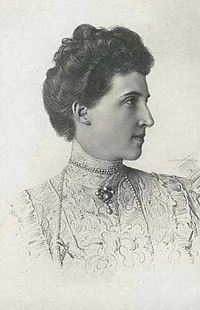

## 家庭
1895年，路易絲·夏洛特與腓特烈一世的第三子愛德華結婚，兩人共有3子1女：
1. 瑪麗·奧古斯塔（1898年—1983年）
2. 約阿希姆·恩斯特（1901年—1947年）
3. 歐根（1903年—1980年）
4. 沃夫岡（1912年—1936年）

兩人於1918年1月離婚。